# Công ty thương mại

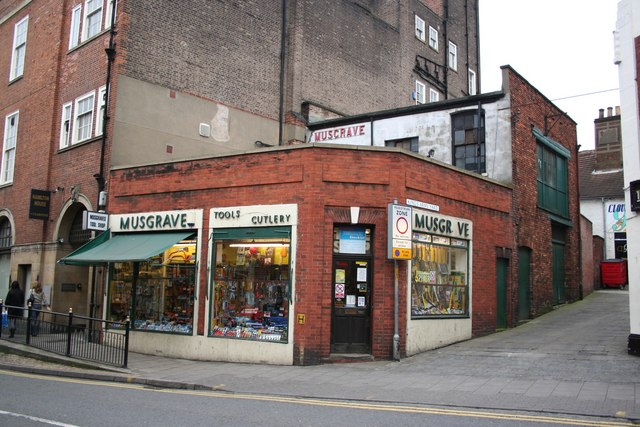
Công ty thương mại giới hạn thường là một cửa hàng.

Công ty thương mại hay công ty mua bán (trước đây còn gọi là hãng buôn) là các doanh nghiệp làm việc với các loại sản phẩm khác nhau được bán cho người tiêu dùng, cho mục đích kinh doanh hay của chính phủ. Hãng buôn mua một loạt các sản phẩm, duy trì cổ phiếu hay một cửa hàng và phân phát sản phẩm tới khách hàng.